# 梅斯卡爾

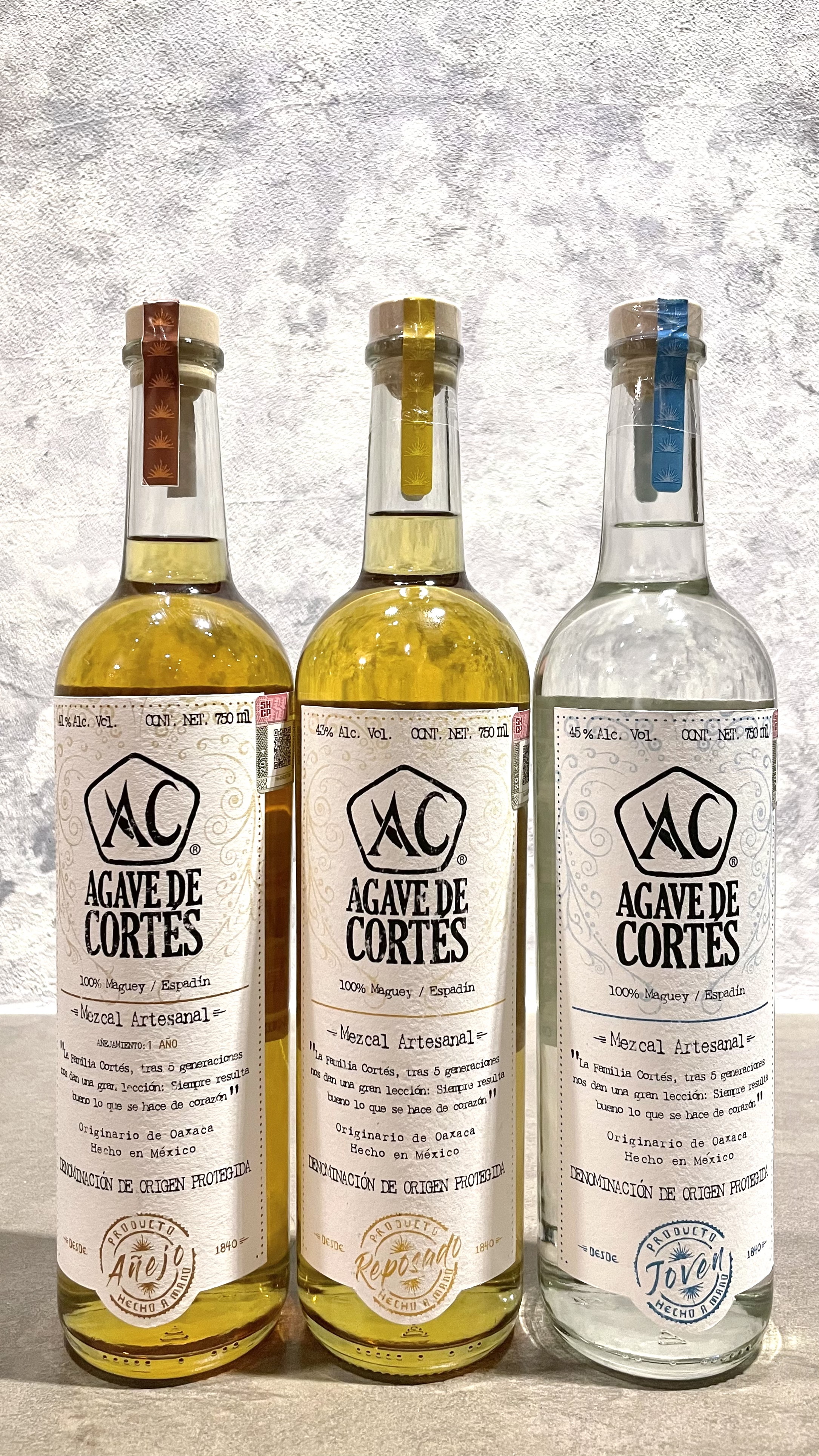
過桶及未過桶的梅斯卡

梅斯卡（[mesˈkal]）是一種以龍舌蘭植物蒸餾而成的烈酒。無論生產區域如何，該過程始終由五個階段組成：採收龍舌蘭、烘烤、壓碎、發酵和蒸餾。梅斯卡這個詞來自古文明納瓦特爾語的mexcalli（[meʃˈkalːi]） ，意為「使用烤箱烘烤的龍舌蘭」，分別來自 metl 和 ixcalli 兩詞。 
龍舌蘭草為美洲特有的原生植物。目前超過 70% 的梅斯卡是在墨西哥瓦哈卡州製作的；在瓦哈卡當地有種關於梅斯卡的俗語：「無論喜憂都喝梅斯卡；沒什麼是一瓶梅斯卡解決不了的，如果有，就兩瓶。」（Para todo mal, mezcal, y para todo bien, también; y si no hay remedio litro y medio.） 

#### 產地
梅斯卡在墨西哥有自己的法定原產地，包括九個劃定區域：Oaxaca（主要產地）、Durango、Guanajuato 及Guerrero 等等。目前法定產區的限制正隨著時間漸漸開放中。

#### 龍舌蘭植物品種
目前有紀錄的龍舌蘭屬植物已超過二百種，一般公認能用來製作梅斯卡的品種大約有五十種，有些品種需要花25至30年才會成熟。

#### 分類及年份
根據梅斯卡監管委員會 （页面存档备份，存于）（Consejo Regulador del Mezcal）的規範，目前法律上定義了三種梅斯卡類別：梅斯卡（Mezcal）、傳統梅斯卡（Mezcal Artesanal） 和古法梅斯卡（Mezcal Ancestral），每個類別都有各自對於製作梅斯卡的方法和設備的限制。許多梅斯卡製造商至今仍堅持使用傳統工藝製法以維持其特色及文化。
除了以上三種類別之外，規範裡還提到了六類梅斯卡：
“Blanco”或“Joven”（無色半透明梅斯卡，無需進一步加工）； 
“Madurado en Vidrio”（梅斯卡必須在玻璃容器中靜置 12 個月以上，且放置在地底下或光線、溫度和濕度變化最小的空間中）； 
“Reposado”（梅斯卡必須在能保證其無害性的木製容器中保存 2 到 12 個月，不受大小、形狀和容量的限制，且放置在光線、溫度和濕度變化最小的空間中）；
“Añejo”（梅斯卡必須在能保證其無害性的木製容器中保存 12 個月以上，容量 <1000 公升，且放置在光線、溫度和濕度變化最小的空間中）； 
“Abocado con”（梅斯卡必須於蒸餾完後直接加入成分以增加風味，例如蝴蝶幼蟲、透納葉、檸檬、蜂蜜、橙子、芒果等），
以及 “Destilado con”（與其他成分一起蒸餾以增加風味的梅斯卡，如火雞或雞胸肉、兔肉、鼴鼠、李子等）。
目前市面上有許多品牌及注重傳統製法的製酒師們為了最大限度地保留原料與製程帶來的特殊風味，選擇不使用任何木桶陳化，而是單純通過龍舌蘭品種與產地來區分不同的酒款。

#### 製作梅斯卡
在採收龍舌蘭植物後，將龍舌蘭芯（piña）放在土窯中長時間烘烤煙燻（此烘烤步驟是梅斯卡與特基拉在製作過程中最主要的差異），將烘烤過的龍舌蘭心切碎輾壓以釋放含醣汁液，然後經過自然發酵取得酒精，再通過蒸餾提高酒精濃度，最後視品牌需求決定是否放入木桶陳化，完成後即可裝瓶。

#### 風味
由於使用烘烤煙燻龍舌蘭芯的處理方式，梅斯卡中常會帶有特基拉中所沒有的、強弱不一的煙燻風味。
同時，由於梅斯卡所能使用的龍舌蘭品種較不受限，風味較特基拉更寬廣、複雜，也更為鮮明，製作過程較少工業化，更貼近當地自然環境，因此比其他烈酒更能體現墨西哥的風土。

#### 蟲
至今仍有少數商業化的梅斯卡爾品牌會在瓶中裝入一條蟲作為噱頭（普遍認為是蝴蝶幼蟲），導致許多不明其來由的消費者認為有蟲就是梅斯卡的特色，或是謠傳瓶中的那條蟲有種種神奇的功效。當然，噱頭就只是噱頭，那條蟲不是梅斯卡的特色也沒有任何功效。
蟲的由來要從1940年代說起，當時某個在德州烈酒鋪工作的藝術學生，藉著變賣回收玻璃瓶賺點額外收入，他覺得如果能用這些瓶子裝點便宜的酒賣人，就能賺的更多，於是前往瓦哈卡找最便宜的梅斯卡。他確實找到一些烈酒，但是用豐收期結束後才採割的龍舌蘭釀的，那些龍舌蘭不僅腐爛了，還長著寄生蟲（根本不是蝴蝶幼蟲，而是夜蛾的幼蟲！）所以這傢伙想了個點子，就是在每一瓶酒中加入一隻蟲，於是誕生了「Gusano Rojo」梅斯卡這個品牌，這是美國最早進行商業販售的梅斯卡之一。

#### 特殊梅斯卡
除了上述所提到的之外，梅斯卡其實還有許多特別的種類，舉例來說，Ensamble Mezcal 是在一個酒款中使用了兩個以上不同品種的龍舌蘭，Pechuga Mezcal 則是會在蒸餾時懸吊一塊生的雞胸肉於蒸餾壺內，先前提過加蟲的梅斯卡其實也是一個特殊類別稱作Con Gusano，除此之外還有許多不同種類。

#### 市場
梅斯卡的消費市場目前仍是以墨西哥與美國為主，但梅斯卡的風潮已從美洲延燒至歐洲，現在亞洲如日本、香港、台灣等地皆已開始出現專注於此類烈酒的店家與貿易公司。